# Acalolepta griseomicans
Acalolepta griseomicans es una especie de escarabajo longicornio del género Acalolepta, tribu Monochamini, subfamilia Lamiinae. Fue descrita científicamente por Breuning en 1942.
Se distribuye por Asia. Mide aproximadamente 13,5 milímetros de longitud.